# Адам, Рейнольд
Рейнольд Адам (Adamus; 1602, Курпфальц, Священная Римская империя — 1656) — кальвинистский теолог, педагог, деятель протестантского движения в Великом княжестве Литовском.

## Биография
С 1622 года изучал теологию в Лейденском университете. По приглашению Кшиштофа Радзивилла приехал в ВКЛ, преподавал в слуцкой кальвинистской гимназии, некоторое время её ректор. Был домашним учителем Януша Радзивилла, будущего великого гетмана литовского, сопровождал его во время обучения в зарубежных университетах. Вернувшись в 1633 году в ВКЛ, стал придворным проповедником у Януша Радзивилла. В 1636 году посылался в Париж с писмьмом кальвинистов Речи Посполитой к Гуго Гроцию. В 1642 году по поручению виленской евангелистской общины инспектировал кальвинистские школы в ВКЛ. Жил при дворе Я. Радзивилла в Кейданах, систематизировал и дополнял библиотеку. Участвовал в протестантских синодах в Орли на Подляшье (1644) и Торуни (1645).

## Научно-педагогическая деятельность
В Слуцке, в 1628 году, вместе коллегами Андреем Добрянским и Андреем Музонием составил для гимназии на латинском языке статут, программу и расписание занятий («Ordo scholae slucensis», Любча, 1628). В книге даны методические указаний по истории и литературе, организации школьного театра, физической подготовки учеников. Также характеризуются белорусская природа и духовный облик жителей Слутчины.
В 1629 году виленский синод утвердил учебники Рейнольда Адама по истории и риторике «Слуцкий компендиум» («Compendium rhetoricum… in usum Scholae Slucensis»). Последний содержит три части: «Метод, вопросы и каноны», «О значении искусства речи», «Специальная риторика». В обращении к читателю автор пишет: «Жизнь, наиболее увлекательная ― в школах, этих мастерских человеческих душ, ― здесь меньше злодумцев, здесь сохраняются годность и талант человека».